# Via Claudia Augusta

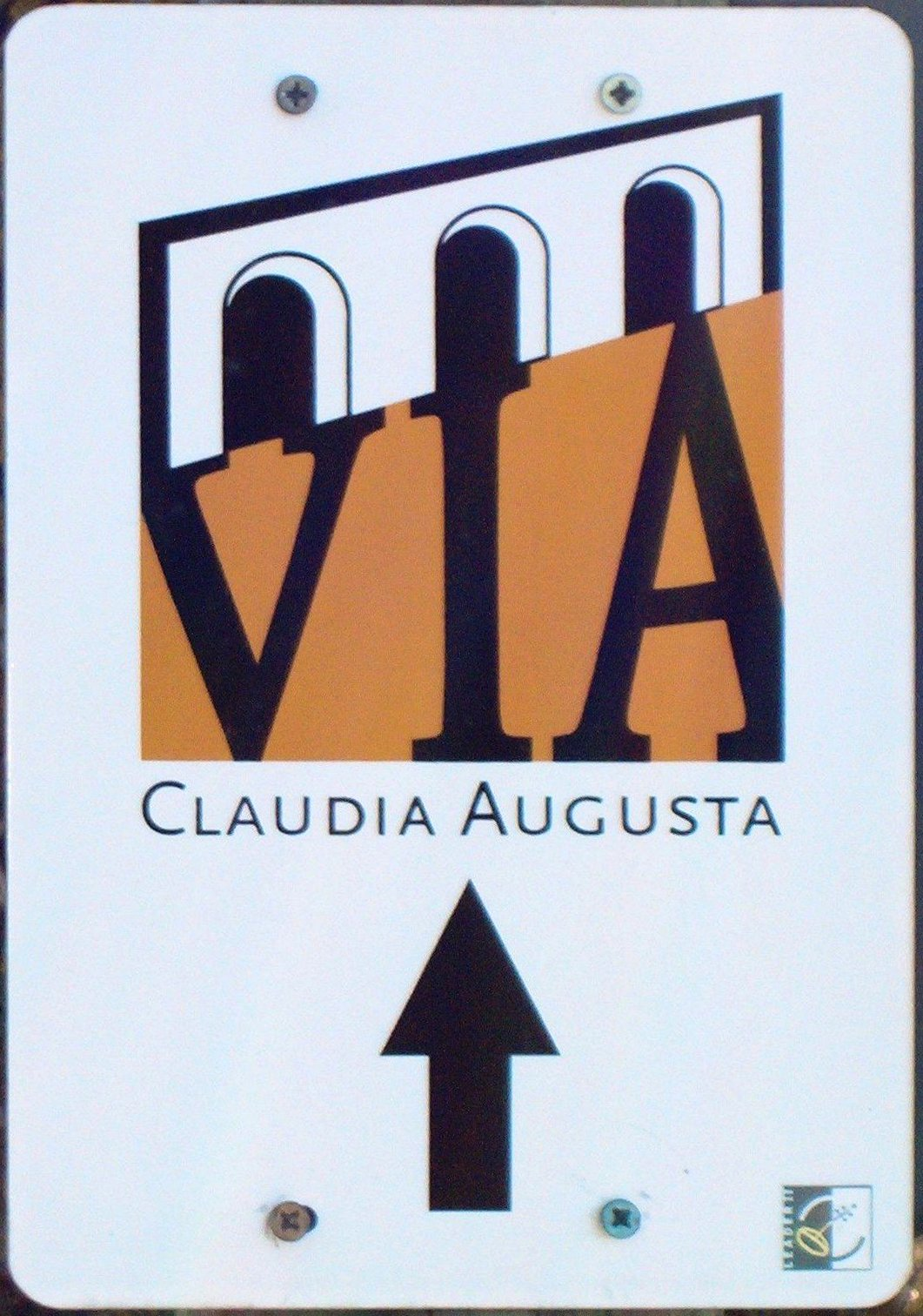
Bord dat in Beieren het verloop van de Via Claudia Augusta bewegwijzert

De Via Claudia Augusta was een Romeinse weg, die het zuiden van Germania met Noord-Italië verbond. Vanaf een citadel bij Donauwörth volgde de weg de loop van de Lech, via de toenmalige provinciehoofdstad Augusta Vindelicorum (Augsburg) naar Füssen. Van daaruit ging de weg over de Fernpas, via het Gurgltal en een deel van het Oberinntal en over de Reschenpas naar de rivier Adige (Duits: Etsch), om deze tot bij Tridentum (Trento) te volgen. Bij Tridentum splitste de weg zich. De westelijke tak liep via Verona naar Ostiglia (Hostilia), tot aan de Po, de oostelijk tak leidde via Feltria (Feltre) naar de Adriatische Zee bij Altinum.

## Geschiedenis
De uitbreiding van het Romeinse Rijk noodzaakte de Romeinen tot het verharden van wegen. De eerste keizer Augustus (27 v.Chr. - 14 n.Chr.) veroverde het traject vanaf Feltria via Tridentum tot aan de Reschenpas. Het verdere traject van de Via Claudia Augusta, namelijk het Oberinntal en de Fernpas tot in de noordelijke Beierse Hoogvlakte kwam in handen onder leiding van diens adoptiezonen Drusus (38 - 9 v.Chr.) en Tiberius (de latere keizer van 14 - 37 n.Chr.). Keizer Claudius (41 -54 n.Chr.), Drusus' tweede zoon, zorgde uiteindelijk voor het voltooien van de straat. Hij liet het traject, dat zijn vader bij zijn veldtocht door de Alpen had begaan, uitbreiden en verhief hem ter ere aan zijn vader tot rijksweg. De ongeveer 600 km weg ontwikkelde zich vervolgens tot een belangrijke handelsroute.
De oude Via Claudia Augusta verloor aan betekenis nadat de Brennerpas in de 2e eeuw begaanbaar werd gemaakt en er een tweede weg via Teriolae (Zirl), Partanum (Partenkirchen) en Bratanium (Gauting) over de Alpen leidde. Voor het verkeer dat de Alpen doorkruiste mocht de weg dan minder belangrijk worden, tot ver in de Middeleeuwen behield hij wel de status van belangrijke handelsroute.
Halverwege de jaren '90 werd de Via Claudia Augusta toeristisch herontdekt. In Duitsland is een groot deel van het traject niet als toeristische weg ontsloten, maar met name in Oostenrijk wordt het traject veelvuldig door toeristen per fiets verkend.

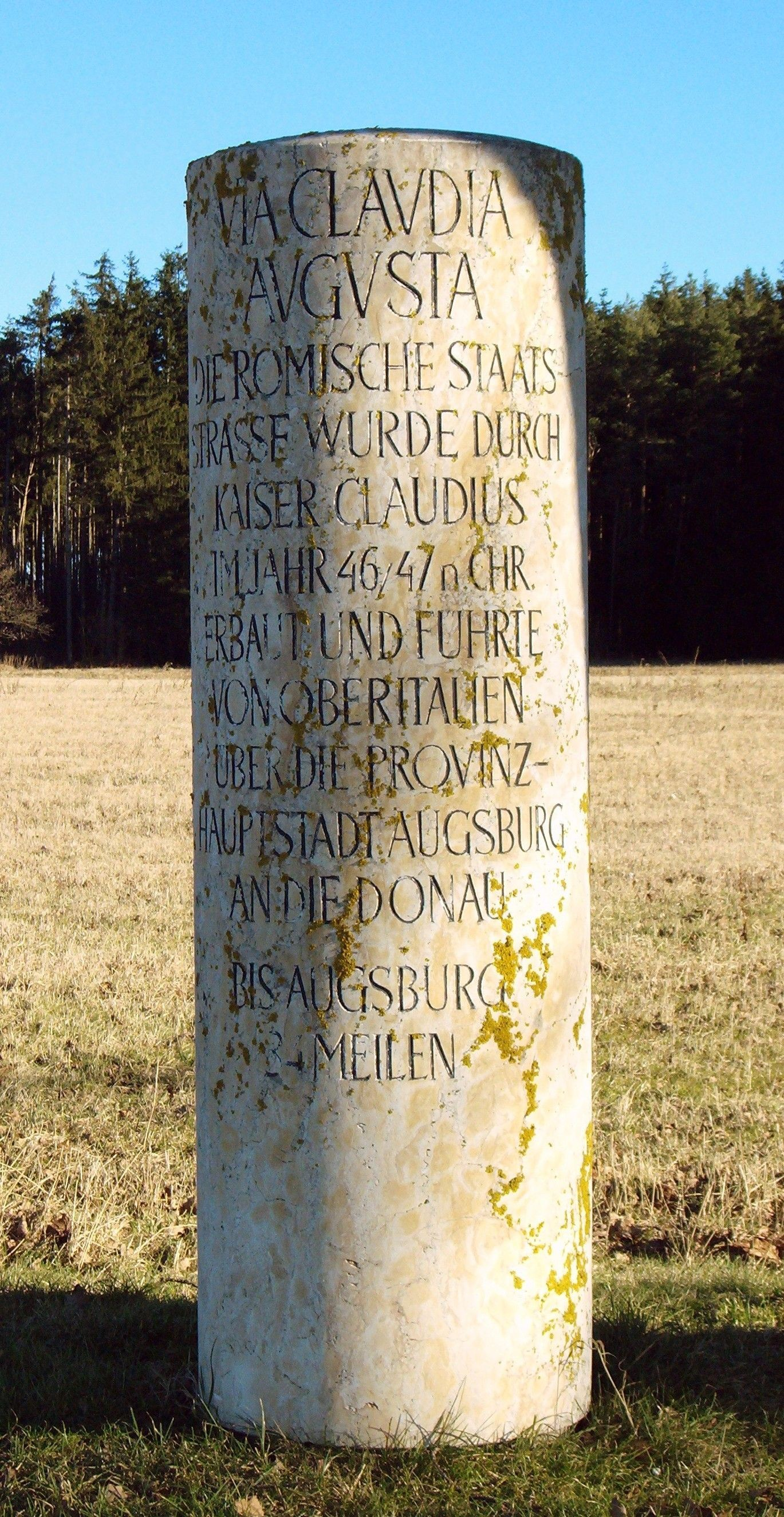
Replica van een Romeinse kilometersteen aan de Via Claudia Augusta bij het Beierse Unterdiessen

## Steden en plaatsen langs het traject
Van noord naar zuid:
- Augsburg
- Königsbrunn
- Landsberg am Lech
- Füssen
- Vils
- Reutte
- Fernpas
- Nassereith
- Imst
- Zams
- Landeck
- Finstermünz
- Nauders
- Reschenpas (Italiaans: Passo di Résia)
- Meran (Italiaans: Merano)
- Bozen (Italiaans: Bolzano)
- Trento
- Feltre - Venetië

## Fietsroute
De Via Claudia Augusta is ook als fietsroute bewegwijzerd. Deze route is 741 km lang en voert van Donauwörth naar Venetië.